# Trần Văn Tuấn
Trần Văn Tuấn (sinh năm 1950) là một cựu chính khách Việt Nam. Ông nguyên là Bộ trưởng Bộ Nội vụ Việt Nam, Phó bí thư Thành ủy Hà Nội và Bí thư Tỉnh ủy Nam Định, Đại biểu Quốc hội khóa X, XII. Ông có bằng Tiến sĩ Kinh tế. Hiện ông đang hành nghề công chứng viên .

## Thân thế và sự nghiệp
Ông sinh ngày 10 tháng 2 năm 1950, quê quán ở thôn Phạm Lâm, xã Đoàn Tùng, huyện Thanh Miện, tỉnh Hải Dương.
Ông tham gia quân đội năm 1970, đã từng giữ các chức vụ:
- Ủy viên Ban thường vụ TW Đoàn khóa V
- Bí thư Thành đoàn Hà Nội
- Phó Bí thư Thành ủy Hà Nội, Chủ tịch HDND TP Hà nội
- Bí thư Tỉnh ủy Nam Định
- Đại biểu Quốc hội Việt Nam
- Bộ trưởng Bộ Nội vụ
- Phó Trưởng ban Ban Tổ chức Trung ương Đảng Cộng sản Việt Nam

## Gia đình
Con trai ông là Trần Quang Hưng (sinh năm 1990), Phó Bí thư Thành đoàn Hà Nội, Chủ tịch Hội Sinh viên thành phố Hà Nội khoá VII, nhiệm kỳ 2018–2023, và Phó Chủ tịch Trung ương Hội Sinh viên Việt Nam khóa X, nhiệm kỳ 2018–2023.